# 馬爾庫什 (別爾季切夫區)
49°50′13″N 28°30′29″E / 49.83694°N 28.50806°E
馬爾庫什（烏克蘭語：Маркуші），是烏克蘭的村落，位於該國北部日托米爾州，由別爾季切夫區負責管轄，始建於1594年，面積2.48平方公里，海拔高度254米，2001年人口632，人口密度每平方公里254.84人。